# Ypthima zanjuga
Ypthima zanjuga är en fjärilsart som beskrevs av Paul Mabille 1885-1887. Ypthima zanjuga ingår i släktet Ypthima och familjen praktfjärilar. Inga underarter finns listade i Catalogue of Life.